# Taarof
Târof (en persan : تعارف) est une forme de courtoisie iranienne. Il est défini comme « aimable accueil, louange, offre » dans le dictionnaire Dehkhoda.

## Racines
Les études retracent les origines du Târof aux principe du taqîya dans l'Islam chiite.

## Description
Le terme englobe un éventail de comportements sociaux, d'un homme respectant l'étiquette en ouvrant une porte à une femme, à un groupe de personnes en file devant une porte se suppliant mutuellement de passer en premier.
Le târof régit également les règles de l'hospitalité : un hôte est tenu de proposer à son invité tout ce qu'il pourrait désirer (« Befarmaid » ou après vous, faites comme chez vous), et l'invité est lui-même obligé de refuser. Ce rituel peut se répéter plusieurs fois avant que l'hôte et l'invité ne parviennent enfin à déterminer si l'offre et le refus sont réels ou simplement polis. L'un des interlocuteurs peut alors s'interposer en lançant un « Târôf nakon ! » (« ne fais pas de taarof »).
De même un chauffeur de taxi peut dire à la fin de la course « vous ne me devez rien » sans qu'il s'agisse d'une véritable offre. Il convient alors d'insister pour payer le prix de la course. Il est généralement de rigueur d'accepter deux ou trois tours de Târof avec un commerçant avant de boucler la transaction.
Dans le cadre des conflits entre les États-Unis et l'Iran, le Târof constitue l'un des grands terrains d'incompréhension culturelle entre les deux pays, les Américains étant plus directs et pragmatiques dans leurs relations, surtout professionnelles. Le chercheur en sciences sociales Kian Tajbakhsh affirme que dans l'Occident, 80% du langage est dénotatif alors qu'en Iran 80 % du langage est connotatif. Il argumente par ailleurs que ce trait culturel plombe l'authenticité des discours des hommes politiques iraniens.

## Subtilités
Certains perçoivent le Târof comme une hypocrisie sociale insoutenable, car le maquillage des émotions domine sur l'honnêteté,. L'art du Târof est donc d'appliquer l'étiquette le plus subtilement possible pour réellement parvenir à flatter son interlocuteur. Le professeur d'anthropologie spécialiste du Moyen-Orient William Beeman appelle taarof le « langage de la politesse et de la louange en Persan ».
Le fait de profiter de l'étiquette Târof pour bénéficier de ferveurs volontairement est cependant très mal vu dans la société iranienne, et donc à éviter. Trop de Târof rend également la flatterie trop hypocrite et donc mal reçue.
Il existe par ailleurs l'expression "târof âmad nayamad dareh" (quelqu'un pourrait croire à votre Târof et l'accepter) qui souligne le fait qu'un Taarof n'est le plus souvent pas voué à être accepté. Une autre expression, "ze Târof kam kon va bar mablagh afza" (calme le Târof et rajoute de la qualité) illustre le superflu de parole impliqué dans le Târof .